# Galina Savinkova
Galina Yermakova (née Savinkova le 15 juillet 1953) est une athlète russe, spécialiste du lancer du disque.

## Biographie
Le 23 mai 1983, à Leselidze, Galina Savinkova améliore le record du monde du lancer du disque de la Bulgare Maria Petkova en établissant la marque de 73,26 m. Ce record est battu en 1984 par l'Est-allemande Irina Meszynski. Savinkova est l'actuelle détentrice du record de Russie du lancer du disque avec 73,28 m.
Concourant sous les couleurs de l'URSS, elle remporte la médaille de bronze des championnats d'Europe de 1982, et termine deuxième de la coupe du monde des nations de 1985 après avoir pris la troisième place en 1981. En 1985, elle remporte la coupe d'Europe des nations à Moscou.

### Palmarès
| Date | Compétition                | Lieu      | Résultat | Épreuve          | Performance |
| ---- | -------------------------- | --------- | -------- | ---------------- | ----------- |
| 1981 | Coupe du monde des nations | Rome      | 3e       | Lancer du disque | 63,96 m     |
| 1982 | Championnats d'Europe      | Athènes   | 3e       | Lancer du disque | 67,82 m     |
| 1985 | Coupe d'Europe des nations | Moscou    | 1re      | Lancer du disque | 70,24 m     |
| 1985 | Coupe du monde des nations | Canberra  | 2e       | Lancer du disque | 67,30 m     |
| 1986 | Championnats d'Europe      | Stuttgart | 6e       | Lancer du disque | 63,20 m     |